# استاد (فیلم ۲۰۲۲)
استاد (به انگلیسی: Master) یک فیلم سینمایی دلهره‌آور آمریکایی به نویسندگی و کارگردانی ماریاما دیالو در اولین کارگردانی‌اش است. این فیلم اولین نمایش جهانی خود را در جشنواره فیلم ساندنس در ۲۱ ژانویه ۲۰۲۲ انجام داد و در ایالات متحده از طریق پرایم ویدئو در ۱۸ مارس ۲۰۲۲ اکران شد.

## بازیگران
- رجینا هال در نقش گیل بیشاپ
- زوئی رنه
- مالی برنارد
- نایک کادری
- الا هانت در نقش کرسیدا
- تالیا رایدر در نقش آملیا[۲][۳][۴]
- تالیا بالسام در نقش دیاندرا
- آمبر گری در نقش لیو بکمن
- بروک آلتمن در نقش برایان
- جنیفر داندس در نقش جولیان
- جوئل دی لا فونته در نقش لام
- نوآ فیشر در نقش کتی
- کارا یانگ در نقش ساشا

## فیلمبرداری
فیلم‌برداری اصلی در مارس ۲۰۲۰ آغاز شد. تولید این فیلم در همان ماه به دلیل ویروس کرونا متوقف شد. و در نهایت در سال ۲۰۲۲ به اتمام رسید